# Island Express Air
Island Express Air war eine kanadische kleine Regionalfluggesellschaft mit Sitz in Abbotsford (British Columbia). Sie führt Linienflüge im Lower Mainland und Vancouver Island, aber auch Charter- und Frachtflüge durch.
Die Fluggesellschaft nahm 2009 den Flugbetrieb bei der Abbotsford Air Show auf.
Die Gesellschaft stellte am 29. April 2020 den Betrieb ein.

## Flugziele
Regional angeflogene Ziele sind:
- Abbotsford
- Boundary Bay
- Victoria
- Nanaimo
- Pitt Meadows

## Flotte
Die Flotte von Island Express Air bestand aus Flugzeugen des Typs Pilatus PC-12, Cessna Grand Caravan - 950, Cessna Amphibious Caravan - 850 und Cessna 206 Stationair.

## Ehemalige Flugzeugtypen
- Beechcraft King Air
- Piper PA-28
- Piper PA-31
- Piper PA-32